# Teodoro Esteban López Calderón
Teodoro Esteban López Calderón (Cartagena, 3 de maig de 1954) és un almirall general, cap d'Estat Major de la Armada Espanyola (AJEMA) des del 31 de març de 2017, i va prendre possessió del seu càrrec el 3 d'abril. És especialista en electrònica, tàctica i sistemes d'armes.

## Trajectòria
Va ingressar en l'Armada l'any 1973 sent promogut a l'ocupació d'alferes de navili en 1978.
Entre les seves destinacions embarcat destaquen la Prefectura de l'Agrupació Marítima Permanent número 2 de l'OTAN (Standing NAT Maritime Group 2-SNMG2), exercida simultàniament amb el comandament de les unitats de superfície que es van fer càrrec de l'Operació "Active Endeavour", que va donar suport a la lluita contra el terrorisme al Mediterrani, la primera operació de defensa col·lectiva que s'ha ajustat a l'establert en l'article número 5 de l'Aliança. Ha estat al capdavant de la 41ª Esquadrilla d'Escortes, de la fragata Cataluña, la Segona Esquadrilla de Dragamines i del patruller Villaamil.
Posteriorment va ser destinat en la 2la Esquadrilla d'Escortes com a cap d'ordres, l'Estat Major de la de l'Agrupació Delta, que va tenir per objecte lluitar contra contraban d'armes i transport clandestí de persones, per via marítima, relacionats amb el terrorisme al País Basc. Va estar al capdavant del Servei de Sistema de Combat i ha estat oficial d'acció tàctica en la fragata Numancia, en la qual va estar integrat en la seva dotació de quilla. Va ser cap del Servei d'Operacions i oficial responsable de l'electrònica de la fragata Asturias i de la fragata Extremadura. Va prestar serveis com a oficial del Centre d'Informació, Combat i Derrota de la corbeta Descubierta i d'Artilleria de nou a la fragata Extremadura.
En 1994, va formar part del Comandament Estatunidenc de l'Atlàntic Sud (USCOMSOLANT) durant totes les etapes atlàntiques de planejament i execució de l'exercici UNITAS, la primera ocasió en què va participar l'Armada Espanyola.
A terra, ha estat nomenat comandant del Comandament d'Operacions de l'Estat Major de la Defensa, i anteriorment fou cap de l'Estat Major i adjunt per a Operacions al cap de l'Estat Major d'aquesta unitat. Ha ocupat la Presidència de la Secció Espanyola del Comitè Permanent Hispà-Nord-americà, les prefectures de la Secció de Planes Estratègics de la Divisió de Plans de l'Estat Major de l'Armada i d'Operacions de l'Estat Major del Comandament Operatiu Naval. Ha estat designat conseller tècnic en el Gabinet Tècnic del Ministre de Defensa i ha estat en Gabinet d'Estudis Tàctics i la Secretaria de l'Estat Major de l'Armada. Va ser comandant de Brigada i cap del Gabinet de Psicotècnia en la Caserna d'Instrucció de Marineria de Ferrol.
De 1987 a 1996 va ser vocal electiu de la Junta de Doctrina de Guerra Electrònica de l'Armada. Va estar simultanejant el seu càrrec com a vocal de l'Armada en la Junta de Doctrina Conjunta i Combinada de les Forces Armades, en l'època en què va exercir la Prefectura de la Secció de Planes Estratègics. Durant tres anys, es va fer càrrec del Negociat de Relacions del Ministre de Defensa amb les Corts Generals durant la seva destinació com a Conseller Tècnic del Ministre de Defensa.
L'almirall López Calderón és diplomat en Estat Major de Marina, compta amb formació com a oficial especialista en electrònica, acció tàctica. Ha realitzat els cursos de Comandant de Fragates Classe Baleares, Mesures Contramines per a Comandants i Oficials de Dragamines, Sistema de Comandament i Control de Portaavions i Fragates Classe Santa María i el de Sistema d'Armes de Corbetes i Bucs Patrullers Pesats. També compta amb el Curs Superior de l'Escola de Defensa de l'OTAN a Roma i els cursos de l'Aliança Atlàntica de Gestió de Situacions de Crisis i de Política, destinats a oficials d'alt rang. És membre de l'Associació d'Antics Alumnes del Col·legi de Defensa de l'OTAN. Està casat, ha tingut cinc fills i també és avi.

## Condecoracions
- Gran Creu al Mèrit Militar (Distintiu Blanc).
- Gran Creu de l'Orde del Mèrit de la Guàrdia Civil.
- Gran Creu de la Reial i Militar Orde de Sant Hermenegild.
- Placa de la Reial i Militar Orde de Sant Hermenegild.
- Encomana de la Reial i Militar Orde de Sant Hermenegild.
- Creu de la Reial i Militar Orde de Sant Hermenegild.
- Creu al Mèrit Militar (Distintiu Blanc).
- Creu al Mèrit Naval (Distintiu blanc). Cinc vegades.
- Creu de Plata de l'Orde del Mèrit de la Guàrdia Civil.
- Creu al Mèrit Policial (Distintiu blanc).
- Medalla del Servei Meritori dels Estats Units.
- Medalla de Mèrit en el Servei de l'OTAN.
- Medalla de l'OTAN Article 5 Operació "Active Endeavour".
- Cavaller de l'Orde Nacional del Mèrit de la República Francesa.
- Dos Mencions Honorífiques Especials.
- Cinc Mencions Honorífiques Senzilles.